# Kostel svatého Jiljí (Hartvíkovice)
Kostel svatého Jiljí je farní kostel římskokatolické farnosti Hartvíkovice. Kostel se nachází v Hartvíkovicích na vyvýšeném místě na západní straně obce nad svahem nad Dalešickou přehradou. Kostel je raně barokní stavbou se středověkým jádrem, je jednolodní stavbou s polygonálním závěrem a hranolovou věží se čtyřbokou hlavicí. Kostel je chráněn jako kulturní památka České republiky.

## Historie
Farnost byla zmíněna jako součást tasovského děkanství v roce 1345, první zmínka však pochází již z roku 1340, později byla farnost i s kostelem převedena pod evangelické náboženství, přibližně v roce 1550. V roce 1598 byla fara přepadena, farář byl zavražděn a kostel tak patřil pouze evangelíkům. V roce 1620, po bitvě na Bílé hoře, byli protestanti vyhnáni a fara byla nadále neobsazena, tak to trvalo následujících přibližně sto let, spadala tak pod farnost v Mohelně a posléze pod farnost v Náměšti nad Oslavou. V roce 1739 byla přidělena pod novou expozituru v Koněšíně. 
V 17. století byla kostelní loď zakryta klenbou a byla přistavěna věž, v roce 1857 byl kostel rozšířen o zvoničku a v roce 1898 byl kostel rekonstruován a rozšířen o kazatelnu, kůr a byl také rozšířen hřbitov. Interiér kostela pochází primárně z období kolem roku 1849, z té doby pochází hlavní oltář sv. Jiljí, s obrazem sv. Jiljí a se sochami, v tu dobu vznikly i dva boční oltáře (zasvěcené sv. Janu, Nanebevzetí Panny Marie a později i Panně Marie Lurdské). V letech 1785 a 1788 byla postavena budova fary. Kostel pak byl rekonstruován ještě v roce 1977. Kostelní výzdoba pochází z roku 1924. V roce 2004 byl kostel rekonstruován, byla opravena střecha sakristie a o rok později byla opravena také věž kostela a v roce 2006 byla opravena elektroinstalace a také byl kostel v interiéru vymalován. Roku 2017 byla rekonstruována střecha kostela.
Součástí věže jsou zvony, původně byly zmiňovány 4 zvony, v roce 1900 byly pořízeny další dva zvony. Během první světové války byly zvony rekvírovány a nové zvony byly pořízeny v roce 1929, posléze byly opět v roce 1942 zabaveny a znovu byly pořízeny 3 nové zvony až v roce 1970, jsou to zvon Cyrila a Metoděje, Panny Marie a svatého Václava. V roce 1929 byl pořízen i tzv. umíráček, ten zůstal až do nynějších dob.